# Tatverdächtigenbelastungszahl

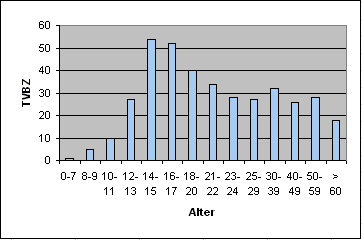
Beispiel TVBZ verschiedener Altersgruppen beim sexuellen Missbrauch von Kindern (Quelle: PKS 1996)

Die Tatverdächtigenbelastungszahl (TVBZ) – bis 1983 Kriminalitätsbelastungszahl (KBZ) – ist eine Häufigkeitszahl in der Kriminologie. Sie bezeichnet die Zahl der durch die Polizei ermittelten Tatverdächtigen für ein bestimmtes Jahr, pro 100.000 Einwohner des entsprechenden Bevölkerungsanteiles, ohne Kinder unter acht Jahren (zum Stichtag 1. Januar desselben Jahres).
Die TVBZ macht sichtbar, welche Bevölkerungsgruppen (z. B. Altersgruppen) häufiger oder weniger häufig tatverdächtig werden.

## Deutschland
Zum Jahreswechsel 2008/2009 wurde die Erfassungs- und Berechnungsmethodik geändert, so dass ein Vergleich mit Zahlen der Vorjahre nicht mehr sinnvoll ist.
In Deutschland betrug im Jahr 2009 die TVBZ der Deutschen insgesamt (ohne Kinder unter acht Jahren) 2.477. Bei den Erwachsenen (über 21 Jahre) betrug die TVBZ 2.101, bei den Heranwachsenden (18 bis 21 Jahre) 7.042, bei den Jugendlichen (14 bis 18 Jahre) 6.853 und bei den Kindern (unter 14 Jahre) 1.801.
Im Jahre 2015 betrug die TVBZ der Deutschen insgesamt (ohne Kinder unter acht Jahren) 2.125. Bei den Erwachsenen (über 21 Jahre) betrug die TVBZ 1.937, bei den Heranwachsenden (18 bis 21 Jahre) 5.797, bei den Jugendlichen (14 bis 18 Jahre) 4.604 und bei den Kindern (unter 14 Jahre) 1.108.
Für die nichtdeutschen Tatverdächtigen werden auf Bundesebene keine TVBZ berechnet, da die Bevölkerungsstatistik Touristen, Durchreisende, grenzüberschreitende Berufspendler, Ausländer, die sich illegal in Deutschland aufhalten, Stationierungsstreitkräfte und ähnliche Personen, die nicht zu den Einwohnern gezählt werden, nicht enthält. 2009 wurden insgesamt (ohne ausländerrechtliche Verstöße) 1.789.991 deutsche und 448.544 nichtdeutsche Tatverdächtige gezählt, 2015 waren es 1.456.078 deutsche und 555.820 nichtdeutsche Tatverdächtige. Einzelne Bundesländer wie z. B. Berlin weisen auch TVBZ für diejenigen Nichtdeutschen aus, die zur Tatzeit im Bundesland wohnten, d. h. unter Herausrechnung der in anderen Bundesländern oder im Ausland Wohnenden, der Touristen und Durchreisenden und der illegal aufhältigen Personen (sowie aller ausländerrechtlichen Verstöße, unabhängig vom Wohnort). 
Danach ergaben sich für Berlin 2014 folgende TVBZ:
| TVBZ          | alle Altersgruppen ab 8 Jahren | Kinder 8 bis 14 Jahre | Jugendliche 14 bis 18 Jahre | Heranwachsende 18 bis 21 Jahre | unter 21-Jährige 8 bis 21 Jahre | Erwachsene ab 21 Jahre | Senioren ab 60 Jahre |
| ------------- | ------------------------------ | --------------------- | --------------------------- | ------------------------------ | ------------------------------- | ---------------------- | -------------------- |
| insgesamt     | 3.466                          | 2.146                 | 7.446                       | 9.562                          | 5.523                           | 3.212                  | 935                  |
| dar. männlich | 5.049                          | 2.945                 | 9.673                       | 13.577                         | 7.490                           | 4.734                  | 1.431                |
| dar. weiblich | 1.950                          | 1.304                 | 5.108                       | 5.534                          | 3.477                           | 1.770                  | 547                  |
| Deutsche      | 2.975                          | 1.934                 | 6.484                       | 8.455                          | 4.738                           | 2.748                  | 904                  |
| dar. männlich | 4.352                          | 2.671                 | 8.277                       | 12.025                         | 6.386                           | 4.075                  | 1.394                |
| dar. weiblich | 1.682                          | 1.159                 | 4.609                       | 4.899                          | 3.030                           | 1.518                  | 527                  |
| Nichtdeutsche | 6.025                          | 4.355                 | 13.629                      | 14.147                         | 10.895                          | 5.562                  | 1.307                |
| dar. männlich | 8.463                          | 5.767                 | 18.521                      | 19.888                         | 14.968                          | 7.845                  | 1.830                |
| dar. weiblich | 3.434                          | 2.836                 | 8.362                       | 8.213                          | 6.577                           | 3.135                  | 812                  |

Für 2015 weist die Polizeiliche Kriminalstatistik des Landes Berlin folgende TVBZ aus:
| TVBZ          | alle Altersgruppen ab 8 Jahren | Kinder 8 bis 14 Jahre | Jugendliche 14 bis 18 Jahre | Heranwachsende 18 bis 21 Jahre | unter 21-Jährige 8 bis 21 Jahre | Erwachsene ab 21 Jahre | Senioren ab 60 Jahre |
| ------------- | ------------------------------ | --------------------- | --------------------------- | ------------------------------ | ------------------------------- | ---------------------- | -------------------- |
| insgesamt     | 3.400                          | 1.943                 | 7.338                       | 9.039                          | 5.269                           | 3.166                  | 904                  |
| dar. männlich | 4.978                          | 2.708                 | 9.663                       | 12.932                         | 7.228                           | 4.683                  | 1.364                |
| dar. weiblich | 1.883                          | 1.135                 | 4.891                       | 5.092                          | 3.222                           | 1.723                  | 543                  |
| Deutsche      | 2.852                          | 1.589                 | 6.322                       | 7.437                          | 4.354                           | 2.654                  | 866                  |
| dar. männlich | 4.195                          | 2.382                 | 8.219                       | 10.577                         | 5.920                           | 3.956                  | 1.313                |
| dar. weiblich | 1.589                          | 958                   | 4.343                       | 4.307                          | 2.728                           | 1.448                  | 519                  |
| Nichtdeutsche | 6.089                          | 4.278                 | 14.103                      | 15.411                         | 11.244                          | 5.597                  | 1.352                |
| dar. männlich | 8.564                          | 5.699                 | 18.993                      | 21.929                         | 15.599                          | 7.890                  | 1.887                |
| dar. weiblich | 3.426                          | 2.771                 | 8.663                       | 8.351                          | 6.522                           | 3.132                  | 848                  |

Die Polizeiliche Kriminalstatistik 2016 für Berlin weist folgende Zahlen aus:
| TVBZ          | alle Altersgruppen ab 8 Jahren | Kinder 8 bis 14 Jahre | Jugendliche 14 bis 18 Jahre | Heranwachsende 18 bis 21 Jahre | unter 21-Jährige 8 bis 21 Jahre | Erwachsene ab 21 Jahre | Senioren ab 60 Jahre |
| ------------- | ------------------------------ | --------------------- | --------------------------- | ------------------------------ | ------------------------------- | ---------------------- | -------------------- |
| insgesamt     | 3.135                          | 1.861                 | 7.179                       | 7.744                          | 4.896                           | 2.911                  | 858                  |
| dar. männlich | 4.617                          | 2.574                 | 9.648                       | 11.268                         | 6.796                           | 4.320                  | 1.304                |
| dar. weiblich | 1.697                          | 1.103                 | 4.541                       | 3.977                          | 2.816                           | 1.560                  | 506                  |
| Deutsche      | 2.557                          | 1.567                 | 5.995                       | 6.200                          | 3.927                           | 2.373                  | 812                  |
| dar. männlich | 3.780                          | 2.223                 | 7.842                       | 9.078                          | 5.411                           | 3.548                  | 1.245                |
| dar. weiblich | 1.407                          | 873                   | 4.072                       | 3.308                          | 2.382                           | 1.283                  | 475                  |
| Nichtdeutsche | 5.696                          | 3.931                 | 14.401                      | 12.906                         | 9.993                           | 5.238                  | 1.369                |
| dar. männlich | 8.018                          | 5.013                 | 19.766                      | 17.737                         | 13.813                          | 7.374                  | 1.892                |
| dar. weiblich | 3.101                          | 2.752                 | 7.698                       | 6.562                          | 5.373                           | 2.869                  | 874                  |

Für Schleswig-Holstein werden folgende Zahlen angegeben:
| TVBZ                                            | 2024  | 2023  | 2022  | 2021  | 2020  |
| ----------------------------------------------- | ----- | ----- | ----- | ----- | ----- |
| Deutsche                                        | 1.715 | 1.772 | 1.741 | 1.471 | 1.733 |
| Nichtdeutsche ohne ausländerrechtliche Verstöße | 4.937 | 5.079 | 5.052 | 4.268 | 4.627 |
| Nichtdeutsche alle Straftaten                   | 4.985 | 4.544 | 5.608 | 5.961 | 6.571 |

Die Bezugsgröße der Berechnungsformel ist dabei die amtlich gemeldete Wohnbevölkerung ab 8 Jahren. 
Die Zahl der polizeilich registrierten ansässigen Tatverdächtigen beinhaltet keine Personen, 
die sich nur temporär in Deutschland aufhalten (z. B. Urlauber, Berufspendler, Geschäftsreisende und Personen, deren Aufenthalt gesetzlich nicht geregelt ist oder deren Einreise kriminellen Zwecken dient).